# Bal de l'Opéra
 (août 2024).
Si vous disposez d'ouvrages ou d'articles de référence ou si vous connaissez des sites web de qualité traitant du thème abordé ici, merci de compléter l'article en donnant les références utiles à sa vérifiabilité et en les liant à la section « Notes et références ».

Bal masqué à l'Opéra, par Édouard Manet (1873), National Gallery of Art, Washington

Le Bal de l'Opéra est le plus fameux de tous les bals du Carnaval de Paris et un de ses principaux événements avec la Promenade de Masques et les grands cortèges centraux de la Promenade du Bœuf Gras, de la Fête des Blanchisseuses et de la descente de la Courtille. 

## Histoire du Bal de l'Opéra

### XVIIIesiècle

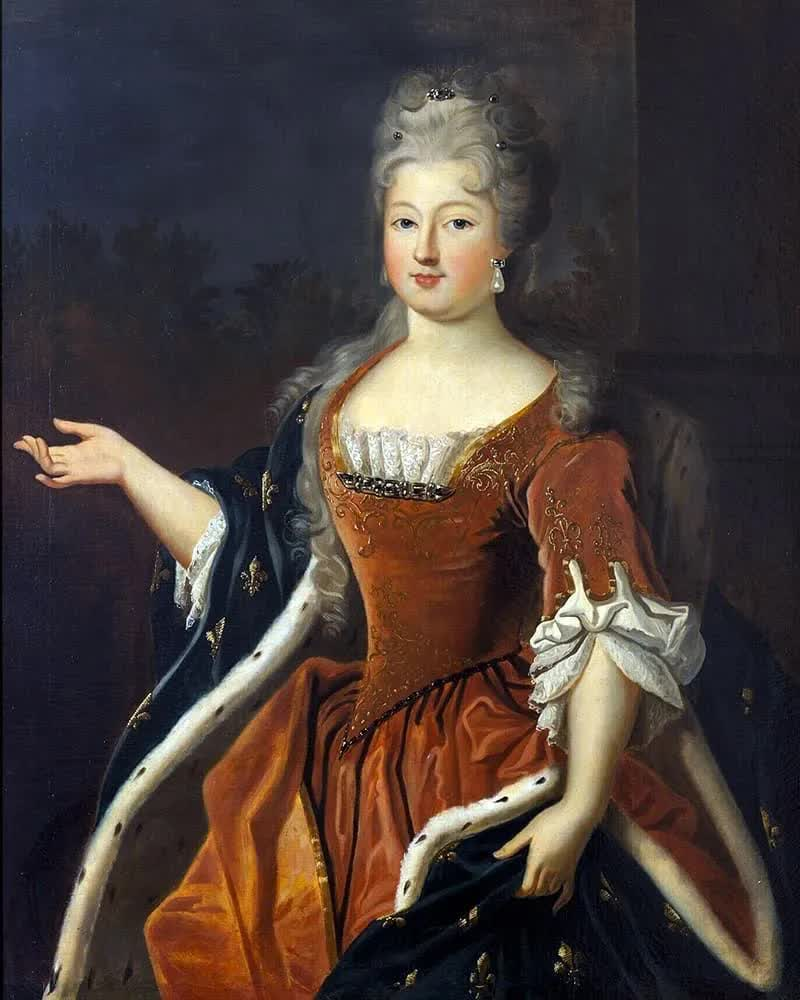
Marie Louise Élisabeth d'Orléans (1695-1719), duchesse de Berry.

Créé par une ordonnance royale en date du 31 décembre 1715, sa première édition a lieu le 2 janvier 1716. Il se déroule durant la période du Carnaval à raison de deux bals par semaine s'ouvrant à minuit. Au début c'est donc un bal masqué. Marie-Antoinette y serait venue incognito avec son beau-frère le comte d'Artois. 
Marie Louise Élisabeth d'Orléans, duchesse de Berry, la fille aînée du Régent, contribue à la vogue des bals de Carnaval à l'Opéra. Officiellement encore en deuil de la mort de son mari, Charles de France, Mme de Berry paraît cependant au bal de l'Opéra le 4 janvier 1716. Masquée, débordante de sensualité dans une magnifique robe à panier qui valorise sa beauté plantureuse et ses chairs éclatantes, la jeune veuve danse et se divertit sans vergogne, défiant les mœurs austères de la Cour. La Gazette de la Régence rapporte l'affront que Mme de Berry reçoit au bal de Carnaval en janvier 1717 : « Un officier ivre qui ne la connaissoit pas sous le masque, en l'abordant lui dit qu'elle avait une belle paire de tétons et demanda s'ils étoient à vendre ; la princesse sur cela lui dit : - Me connois-tu bien, masque ? - Oui, je te connois. - Et qui suis-je ? - La plus grande putain de Paris. » L'impudent parvient à s'éclipser sans être inquiété. Avide de plaisirs et de représentations, la scandaleuse fille du Régent assiste chaque année aux bals de Carnaval, au mépris de toute morale. Le dimanche 19 février 1719, elle reste au bal de l'Opéra jusqu'à quatre heures du matin et s'y rend à nouveau le mardi gras (21 février).     
Le bal de l'Opéra devient ensuite un bal déguisé. Un plancher est posé sur les fauteuils pour disposer d'une surface suffisante.

### XIXesiècle

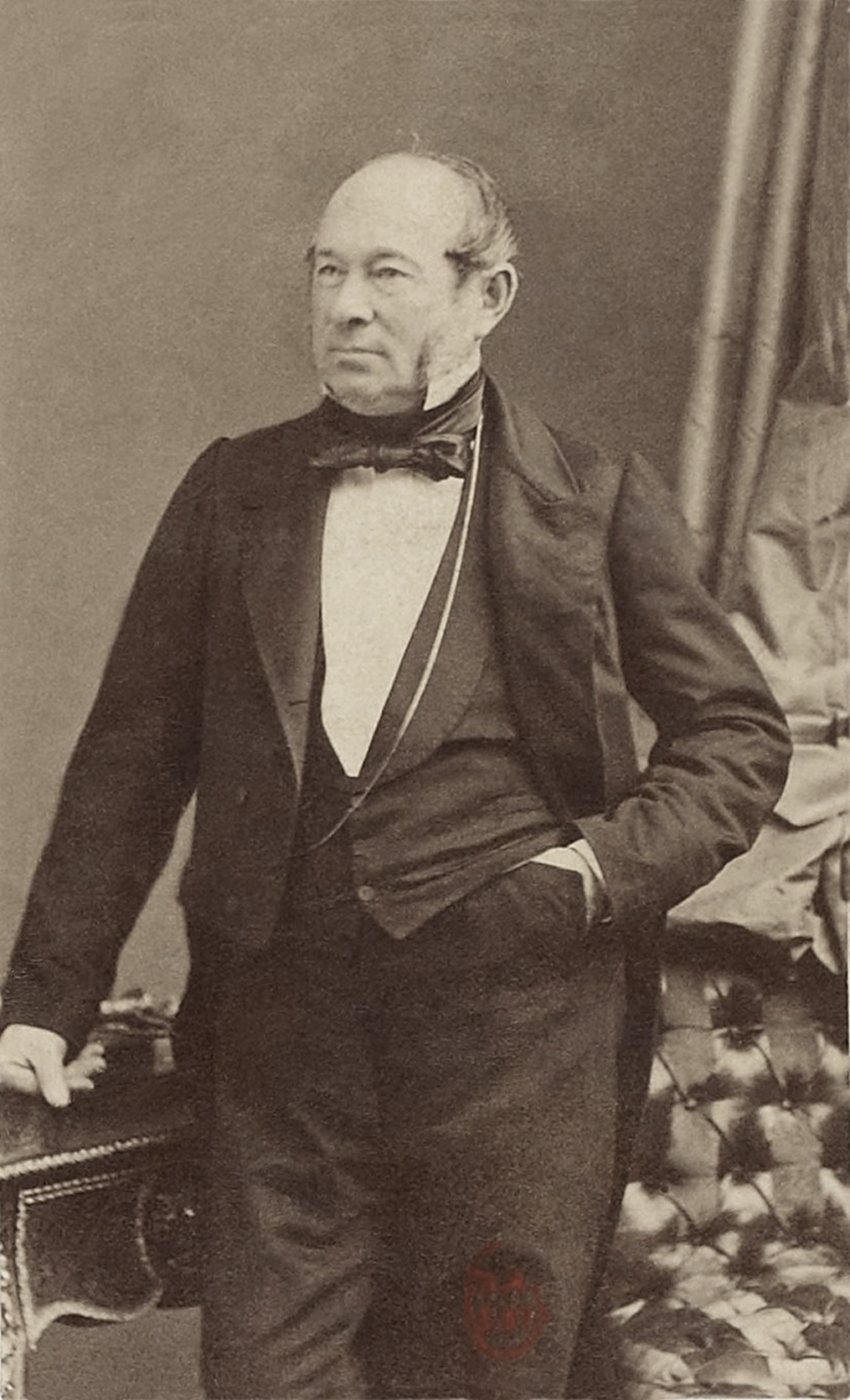
Isaac Strauss, 1875

Au début du XIXe siècle, la police de Paris considère le montant de la recette du bal de l’Opéra comme un indice significatif de l’état de santé du Carnaval de Paris.
Ce bal se tient successivement à l’opéra de la rue de Richelieu (jusqu'en 1820), à la salle Louvois (1820-1821), à l’Opéra Le Peletier (de 1821 à 1873) et à l’Opéra Garnier (de 1875 à 1903).
En 1835, Philippe Musard, dit « Napoléon Musard le roi du quadrille » relance le bal de l’Opéra avec un orchestre de 90 musiciens et des airs à la mode ou excentriques.
Selon certains, c'est là que vers 1840 Philippe Musard lance le cancan ou coincoin, danse jugée « lascive » par les autorités (elle se pratique à une époque où les femmes portent des culottes fendues).
En 1854, Isaac Strauss est nommé chef d'orchestre des bals de l’Opéra en remplacement de Philippe Musard. 
Le bal de l’Opéra est illustré par des dessins de Cham, Daumier, Gustave Doré et Gavarni qui croquent les déguisements des participants et les événements survenant dans le cadre de la fête.

### XXesiècle
Le Bal de l'Opéra existe toujours en 1927.
Il disparaît finalement dans les années 1920. Le plancher amovible qui servait aux danseurs ayant atteint un état de grande décrépitude et devenant inutilisable, voire dangereux, l’administration de l'Opéra ne souhaita pas le remplacer.